# Accademia delle Scienze della Repubblica Ceca
L'Accademia delle Scienze della Repubblica Ceca (Akademie věd České republiky, abbr. AV ČR) è stata istituita nel 1992 dal Consiglio nazionale ceco come successore ceco dell'ex Accademia delle Scienze Cecoslovacca e la sua tradizione risale alla Reale Società Boema delle Scienze (fondata nel 1784) e all'Accademia Ceca per le Scienze, la Letteratura e le Arti dell'Imperatore Francesco Giuseppe (fondata nel 1890). L'Accademia è il principale istituto di ricerca pubblico non universitario nella Repubblica ceca. Svolge ricerche applicate sia di base che strategiche.
Ha tre divisioni scientifiche, vale a dire la Divisione di Matematica, Fisica e Scienze della terra, la Divisione di Scienze chimiche e della vita e la Divisione di Scienze umane e sociali. L'Accademia gestisce attualmente una rete di sessanta istituti di ricerca e cinque unità di supporto con un totale di 6.400 dipendenti, di cui oltre la metà sono ricercatori e dottorandi universitari e scienziati Ph.D.
La sede principale dell'Accademia e di quaranta istituti di ricerca si trovano a Praga, mentre i restanti istituti si trovano in tutto il paese.

## Storia
L'istituzione dell'Accademia nel 1992 fa seguito a diverse organizzazioni precedenti:
- Società Reale Ceca di Dottrine (Královská česká společnost nauk), 1784–1952
- Accademia Ceca delle Scienze e delle Arti (Česká akademie věd a umění), 1890–1952
- Accademia delle Scienze Cecoslovacca (Československá akademie věd), 1953-1992

Nel 2010 l'Accademia ha adottato una politica di accesso aperto per rendere i suoi risultati di ricerca liberi di essere letti e riutilizzati.

## Gli Istituti dell'AV ČR

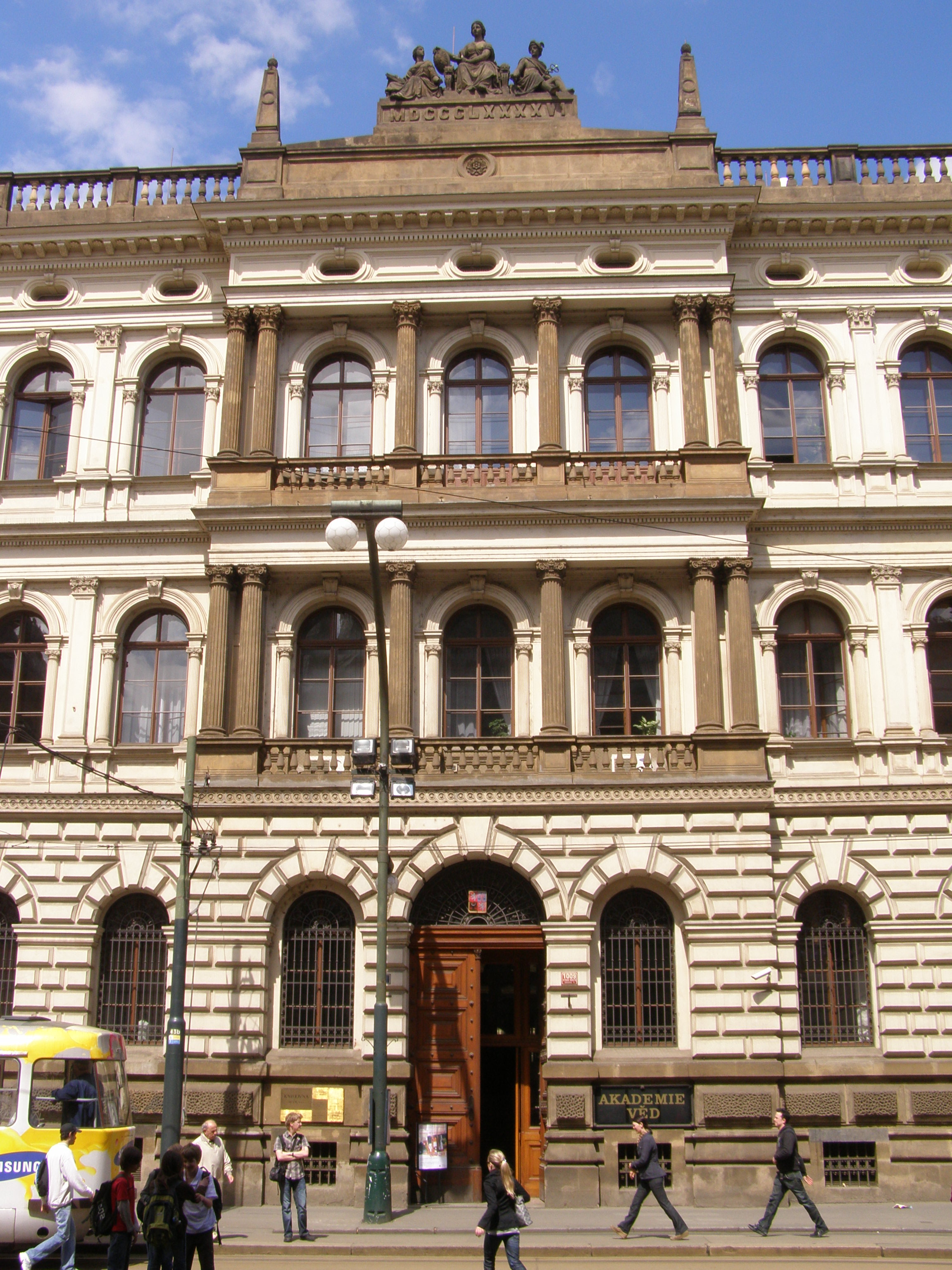
L'edificio principale dell'Accademia Ceca delle Scienze a Praga

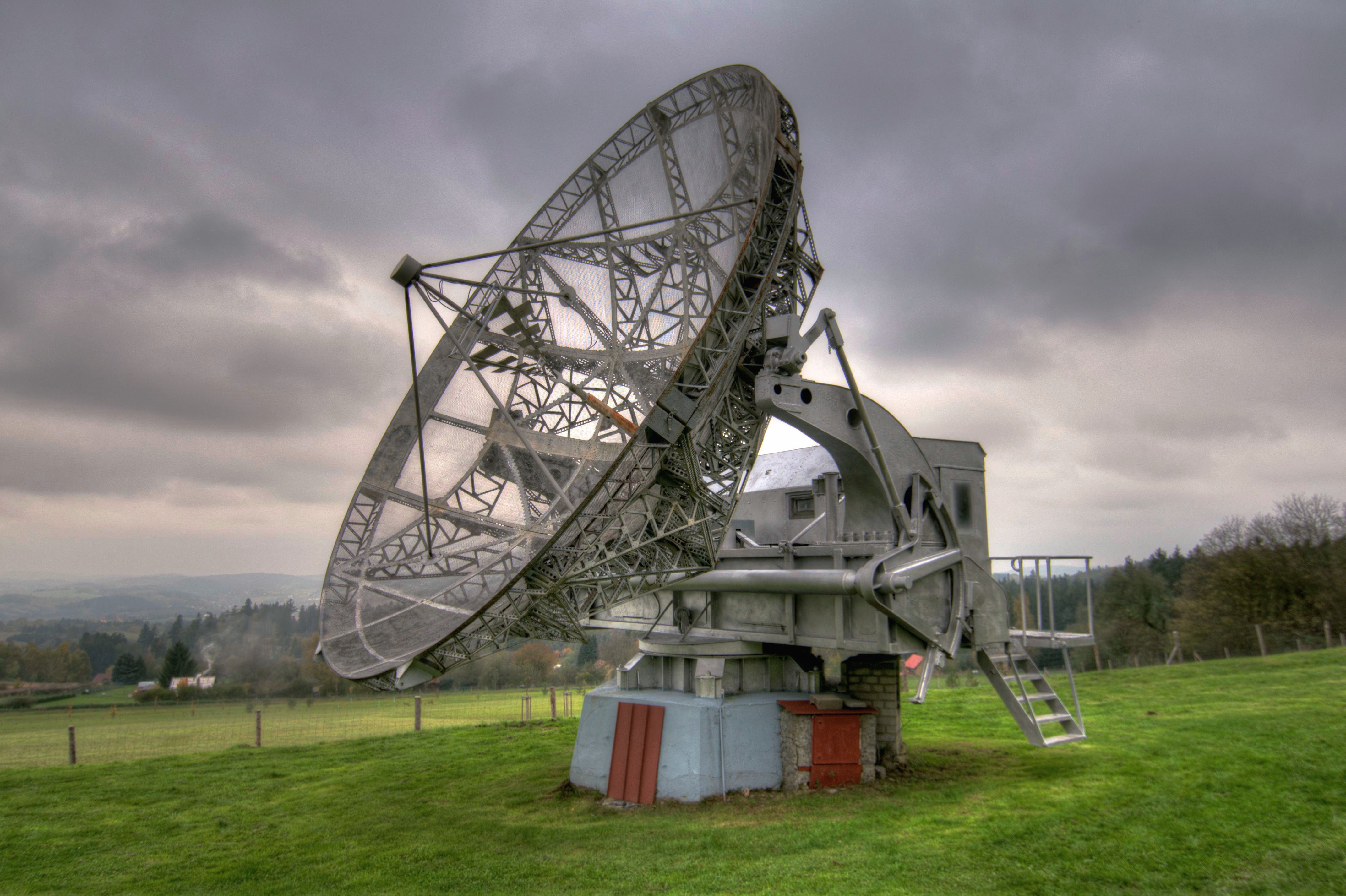
Un radiotelescopio dell'Istituto astronomico di Ondřejov

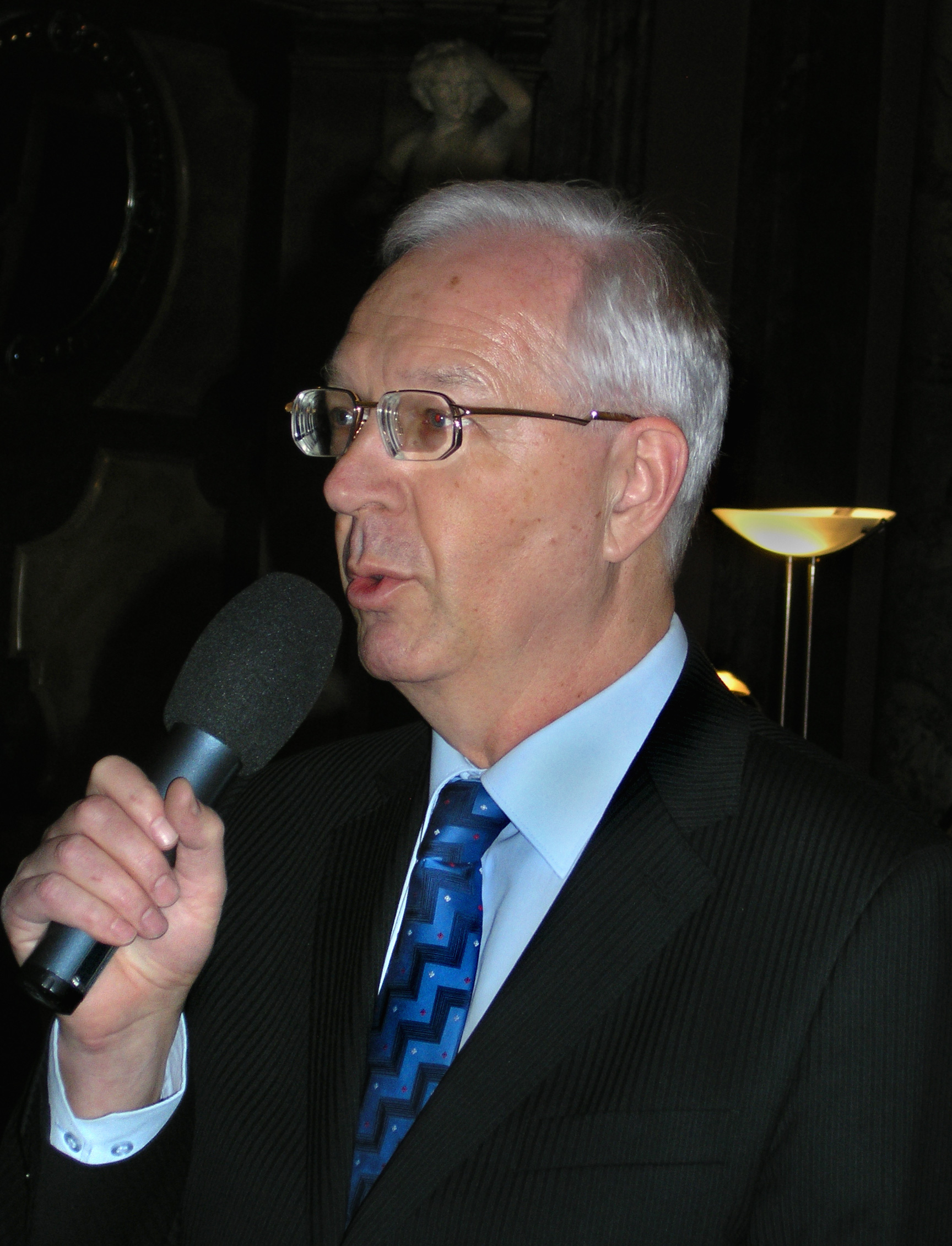
Jiří Drahoš, il presidente dell'Accademia delle scienze ceca tra il 2009 e il 2017

La struttura ufficiale dell'AV ČR è composta da tre aree (scienze della natura inanimata, scienze della vita e discipline umanistiche), ciascuna con tre sezioni. Ognuna di queste 9 sezioni contiene da 4 a 8 istituti. Un istituto si divide ulteriormente in dipartimenti, laboratori o gruppi di lavoro, a seconda delle dimensioni e dell'argomento dell'istituto.

### Area delle scienze relativa alla natura inanimata

#### Sezione 1: Matematica, fisica e informatica
- Istituto astronomico (Astronomický ústav), fondato nel 1954
- Istituto di fisica
- Istituto di matematica
- Istituto di informatica (ICS)
- Istituto di fisica nucleare
- Istituto di teoria dell'informazione e automazione del CAS (UTIA), fondato nel 1959

#### Sezione 2: Fisica applicata
- Istituto di fotonica ed elettronica
- Istituto di fisica dei materiali
- Istituto di fisica del plasma
- Istituto di idrodinamica
- Istituto di strumenti scientifici
- Istituto di termomeccanica
- Istituto di meccanica teorica e applicata

#### Sezione 3: Scienze della terra
- Istituto geofisico
- Istituto di geologia
- Istituto di fisica atmosferica, fondato nel 1964
- Istituto di geonica
- Istituto della struttura e meccanica delle rocce

### Area di Scienze della Vita e Scienze Chimiche

#### Sezione 4: Scienze chimiche
- Istituto di chimica inorganica
- Jistituto di chimica fisica J. Heyrovský (Ústav fyzikální chemie Jaroslava Heyrovského, prende il nome da Jaroslav Heyrovský; abbreviato: JHI rispettivamente UFCH JH), fondato nel 1972 – fusione dell'Istituto di chimica fisica e dell'Istituto di polarografia
- Istituto dei fondamenti del processo chimico, fondato nel 1960
- Istituto di chimica analitica
- Istituto di chimica macromolecolare
- Istituto di chimica organica e biochimica

#### Sezione 5: Scienze biologiche e mediche
- Istituto di biofisica
- Istituto di biotecnologia
- Institute of fisiologia
- Institute of microbiologia
- Institute of botanica sperimentale
- Institute of medicina sperimentale
- Istituto di genetica molecolare
- Istituto di fisiologia e genetica animale

#### Sezione 6: Scienze biologiche ed ecologiche
- Centro di biologia dell'AV ČR
- Istituto di botanica
- Istituto di biologia dei vertebrati
- Istituto di biologia dei sistemi ed ecologia

### Area delle scienze umanistiche e sociali

#### Sezione 7: Scienze sociali ed economia
- Istituto di Economia AV ČR (EI) (dipartimenti: Centro per la ricerca economica e la formazione universitaria (CERGE), fondato nel 1991)
- Istituto di psicologia
- Istituto di sociologia
- Istituto di stato e diritto

#### Sezione 8: Storia
- Istituto di archeologia (Praga)
- Istituto di archeologia (Brno)
- Istituto di storia
- Istituto e archivi di Masaryk
- Istituto di storia dell'arte
- Istituto di storia contemporanea

#### Sezione 9: Scienze umanistiche e filosofia
- Istituto di etnologia
- Istituto di filosofia
- Istituto orientale
- Istituto di studi slavi
- Istituto di letteratura ceca
- Istituto di lingua ceca, (Ústav pro jazyk český), fondato nel 1946